# Людина з розсіченою губою
"Людина з розсіченою губою" або "Людина з вивернутою губою" — твір із серії «Пригоди Шерлока Холмса» Артура Конан-Дойла. Вперше опубліковано щоденним журналом Strand Magazine у грудні 1891 року.

## Сюжет

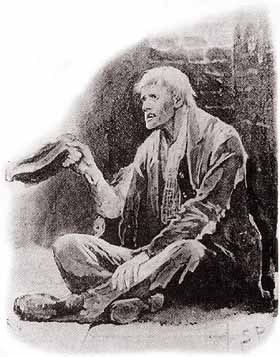
Людина з розсіченою губою

На прохання Кет Уїтні доктор Вотсон відправляється в опіумний притон, щоб привезти додому її чоловіка Айзу Уїтні. Несподівано він зустрічає там Шерлока Холмса, який зображуючи наркомана намагається з'ясувати обставини зникнення містера Невілла Сен-Клера. Тижнем раніше його дружина поїхала за посилкою, раптово почула крик і побачила свого чоловіка, який жестами кликав її на допомогу і зник так раптово наче його відтягли від вікна. Разом з поліцією вона увійшла в ту кімнату, де побачила іграшку, яку її чоловік обіцяв купити і плями крові. Також виявився його одяг, а в каналі під вікном знайшли піджак, з кишенями набитими дрібними монетами. Господар-ласкар виявився поза підозрою і поліція затримала єдиного мешканця — Х'ю Буна, професійного жебрака. Приїхавши до дружини Сен-Клера, Холмс дізнається, що вона отримала від чоловіка листа, що з ним все добре. Після нічних роздумів Холмс їде до в'язниці і викриває Х'ю Буна, змиваючи з нього грим. Вражений інспектор впізнає в злиденному зниклого Сен-Клера. Той розповідає їм свою історію.
Він працював репортером і одного разу редактор дав йому завдання написати про лондонських жебраків. Сен-Клер загримувався під жебрака і цілий день збирав милостиню. З подивом він виявив, що набрав значну суму. Через деякий час йому пред'явили вексель до оплати і щоб знайти гроші він провів десять днів збираючи милостиню. «Чи легко працювати за два фунти на тиждень, коли можна отримати два фунти на день … нічого не роблячи?» Сен-Клер остаточно перекваліфікувався в жебраки, зажив на широку ногу, зняв віллу за містом, обзавівся родиною. Але одного разу він з жахом помітив свою дружину з вікна. Він встиг перетворитися в Буна але тут його заарештувала поліція. Сен-Клер дає урочисту обіцянку інспектору, що Х'ю Бун зникне.